# Fasa
Fasa o Pasa (persa: فسا) és una ciutat de l'Iran a la província de Fars. Té una població (2006) de 191.017 habitants. Està a 164 km de Siraz i és capital d'un comtat.
Era una ciutat sassànida que fou conquerida pels musulmans dirigits per Uthman ibn Abi l-As el 644. El seu nom inicial era Sasan, i un geògraf àrab afirma que era tan gran com Esfahan. Al segle xi o XII fou destruïda pels kurds Shabankara però fou reconstruïda per un dels atabegs de Fars de nom Çawli. Fou cèlebre pels seus tapissos i brocats i per l'aigua de rosa. La població el 1951 era de 8300 habitants. A 4 km al sud hi ha ruïnes a Tell-i Dahak.

## Bibliogfrafia
Flandin i Coste, Voyage en Perse